# جرذ كنغري تكساني
جرذ كنغري تكساني (الاسم العلمي: Dipodomys elator) (بالإنجليزية: Texas Kangaroo Rat)‏ هو نوع من الحيوانات يتبع جنس الجرذ الكنغري من فصيلة الفئران المتغايرة.